# Liste der Baudenkmale in Neverin
In der Liste der Baudenkmale in Neverin sind alle denkmalgeschützten Bauten der Gemeinde Neverin (Mecklenburg-Vorpommern) und ihrer Ortsteile aufgelistet. Grundlage ist die Veröffentlichung der Denkmalliste des Landkreises Mecklenburgische Seenplatte (Auszug) vom 20. Januar 2017.

## Baudenkmale nach Ortsteilen

### Glocksin
| ID  | Lage                | Bezeichnung                 | Beschreibung | Bild           |
| --- | ------------------- | --------------------------- | --- | -------------- |
| 373 | (Karte)             | Kirche mit                  | | Weitere Bilder |
| 373 |                     | Feldsteintrockenmauer       | |                |
| 372 | Schlossstraße 2     | ehemalige Schule (Wohnhaus) | 1-gesch. Putzbau von 1870 mit Walmdach und Dachreiter; heute saniertes Wohnhaus.                                                                                              |                |
| 371 | Schloßstraße 12,14  | Gutsanlage mit Gutshaus     | |                |
| 371 | Schloßstraße 12,14  | Park                        | |                |
| 371 | Schlossstraße 12,14 | Gutsspeicher                | "Zweigeschossiger Putzbau von der Mitte des 19. Jahrhunderts mit Mittelrisalit und westlichem Seitenrisalit; Anbau von 1920; nach 1945 Flüchtlingsunterkunft, dann Wohnungen. |                |

### Neverin
| ID   | Lage                            | Bezeichnung           | Beschreibung                                                                                      | Bild           |
| ---- | ------------------------------- | --------------------- | ------------------------------------------------------------------------------------------------- | -------------- |
| 879  | Hofstraße 8                     | Gutsspeicher          |                                                                                                   |                |
| 880  | Neubrandenburger Straße (Karte) | Wasserturm            |                                                                                                   | Wasserturm     |
| 1272 | Neubrandenburger Str.42 (Karte) | Kirche mit            | Gotische Feldsteinkirche aus dem 13. Jahrhundert; um 1770 wurde die Kirche umgebaut und verputzt. | Weitere Bilder |
| 1272 | Neubrandenburger Str.42         | Feldsteintrockenmauer |                                                                                                   |                |
| 1272 | Neubrandenburger Str.42         | Erbbegräbnis          |                                                                                                   |                |
| 1272 | Neubrandenburger Str.42         | Grabgitter            |                                                                                                   |                |

## Gestrichene Baudenkmale
| ID | Lage                                   | Bezeichnung               | Beschreibung | Bild |
| -- | -------------------------------------- | ------------------------- | ------------ | ---- |
|    | Glocksin, Glocksin Schlossstraße 12,14 | Durchfahrtsscheune (MPSB) |              |      |

## Quelle
- Karte der Baudenkmale im Geoportal des Landkreises